# Szögi László (történész)
Szögi László (Budapest, 1948. július 9.–) magyar történész, levéltáros, könyvtáros, 1995 és 2013 között a budapesti Egyetemi Könyvtár főigazgatója.

## Életútja
Felsőfokú tanulmányait az ELTE Bölcsészettudományi Karán végezte előbb történelem–orosz, majd történelem–levéltár szakon 1967 és 1972 között. 1979-ben doktorált.
1972-től 1976-ig a Budapesti Műszaki Egyetem Könyvtárának levéltárosaként dolgozott. 1975 óta oktat az ELTE BTK Történeti Intézet Történelem Segédtudományai Tanszékén: az első évben óraadóként, 1976-tól tanársegédként, 1980-tól adjunktusként, 1996 óta egyetemi docensként. 1984 és 1990 között az ELTE Levéltárát igazgatta. 1990-től 1994-ig a Művelődési és Közoktatási Minisztérium Felsőoktatási és Kutatási Főosztályán tevékenykedett miniszteri tanácsosként. 1995 és 2013 között az Egyetemi Könyvtár főigazgatója és a Levéltár igazgatója volt.
1986 óta a Magyar Levéltárosok Egyesülete tagja. 2000 és 2008 között a szervezet elnöke volt, 2008 óta alelnök. 1986-ban az MTA Egyetemtörténeti Bizottságának titkára, 1999-ben alelnöke, 2007-ben elnöke lett. 1993-ban a Magyar Felsőoktatási Levéltári Szövetség elnökévé, 2000-ben elnökségi tagjává, 2009-ben alelnökévé választották. 1995 óta tagja az Egyetemi Könyvtárigazgatók Kollégiumának, amelynek 1997 és 2002 között alelnöke, 2002 és 2004 között elnöke volt. 1997-től 2002-ig és 2004-től 2007-ig a Nemzeti Kulturális Alap Levéltári Szakkollégiumának tagjaként, 1998 és 2002 között elnökeként tevékenykedett. 1998 és 2007 között a Levéltári Kollégium tagja volt. 2000 óta az Österreichische Gesellschaft für Wissenschaftsgeschichte, 2001 óta a Gesellschaft für Universitäts- und Wissenschaftsgeschichte, 2002 óta a Nemzetközi Egyetemtörténeti Bizottság tagja.
1993-tól 2000-ig 1988 és 1995 között a Levéltári Szemle, 2000 és 2003 között a Századok szerkesztőbizottságának tagja volt.
1995-ben megszerezte a történettudományok kandidátusa fokozatot.

## Munkássága
Kutatóként a magyar felsőoktatás 19. századi történetével, a magyar diákok külföldi egyetemjárásával, történeti földrajzzal és az egyházigazgatás történetével foglalkozik. Tíz magyarországi egyetem levéltári forrásainak összegyűjtését és rendezését végezte el. 1988 óta a Fejezetek az ELTE történetéből, 1994 óta a Magyarországi diákok egyetemjárása az újkorban, 1996 óta Az Egyetemi Könyvtár évkönyvei, 2000 óta a Felsőoktatástörténeti Kiadványok, 2006 óta az Erdélyi római katolikus levéltárak, 2008 óta a Magyarországi diákok a középkori egyetemeken című sorozatok szerkesztője.
Igazgatósága elején kezdte meg az Egyetemi Könyvtár az integrált számítógépes könyvtári rendszer használatát. Megkezdődött a régi könyvek számítógépes feldolgozása. Az intézmény 16. századi köteteiből új különgyűjtemény jött létre.

## Díjai, elismerései
1983-ban Kiváló Munkáért miniszteri elismerésben részesült. 1997-től 2000-ig Széchenyi professzori ösztöndíjas volt. 2003-ban megkapta a Bolyai János Alapítvány Bolyai-díját. Ugyanebben az évben Pauler Gyula-, 2008-ban pedig Széchényi Ferenc-díjjal jutalmazták. 2014-ben a Szent István Egyetem Kosáry Domokos Könyvtár és Levéltár által alapított Kosáry Domokos-díjjal tüntették ki. 2022-ben a Magyar Érdemrend Lovagkereszt kitüntetésben részesült (polgári tagozat).

## Főbb művei

### Monográfiák és forráskiadványok
- Mérnökképző Intézet a Bölcsészeti Karon 1782–1850 (Budapest, 1980)
- A budapesti Eötvös Loránd Tudományegyetem rövid története 1635–1985 (Budapest, 1985)
angolul: A short History of Loránd Eötvös University of Budapest 1635–1985 (Budapest, 1985)
németül: Die Loránd Eötvös Universität Budapest Geschichte im Überlick 1635–1985 (Budapest, 1985)
oroszul: Kratkaja isztorija Budapestszkava universzityeta im. Lorandja Eötvösa 1635–1985 (Budapest, 1985)
- Magyarországi diákok a Habsburg Monarchia egyetemein I. 1790–1850 (Budapest–Szeged, 1994 (Magyarországi diákok egyetemjárása az újkorban)
- Erdélyi peregrinusok (Szabó Miklóssal; Marosvásárhely, 1998)
- A magyar felsőoktatás évszázadai (Kardos Józseffel és Kelemen Elemérrel; Budapest, 2000)
angolul: Centuries of Hungarian Higher Education (Budapest, 2001)
- Magyarországi diákok svájci és hollandiai egyetemeken 1789–1919, ELTE Levéltár, Bp., 2000 (Magyarországi diákok egyetemjárása az újkorban)
- Az évszázados universitas (Budapest, 2001)
- Magyarországi diákok németországi egyetemeken és főiskolákon 1789–1919, ELTE Levéltár, Bp., 2001 (Magyarországi diákok egyetemjárása az újkorban)
- Magyarországi diákok bécsi egyetemeken és főiskolákon 1849–1867, Kiss József Mihállyal, ELTE Levéltár, Bp., 2003 (Magyarországi diákok egyetemjárása az újkorban)
- Magyarországi diákok lengyelországi és baltikumi egyetemeken és akadémiákon (1526–1788), ELTE Levéltár, Bp., 2003 (Magyarországi diákok egyetemjárása az újkorban)
- Budai, pesti, és óbudai diákok külföldi egyetemjárása I. 1526–1867 (Budapest, 2004)
- Dokumentumok a Keleti Kereskedelmi Akadémia történetéből 1892–1919 (Zsidi Vilmossal; Budapest, 2007)
- Az Egyetemi Könyvtár egy évszázada, 1874–1980; szerk. Szögi László; ELTE Egyetemi Könyvtár, Bp., 2008
- Studenti sa današn̂e teritoriǰe Voǰvodine na evropskim univerzitetima, 1338–1919 (Vajdasági diákok az európai egyetemeken, 1338-1919); szerbre ford. Žužana Mezei; Arhiv Voǰvodine, Novi Sad, 2010
- Magyarországi diákok németországi egyetemeken és akadémiákon, 1526–1700; ELTE Levéltár, Bp., 2011 (Magyarországi diákok egyetemjárása az újkorban)
- Szögi László – Varga Júlia: A Szegedi Tudományegyetem és elődei története. I. rész. A Báthory-egyetemtől a Kolozsvári Tudományegyetemig (1581–1872). Szeged, 2011.
- Szögi László–Kónya Péter: Sáros megyei diákok az európai egyetemeken, 1387–1918; ELTE Egyetemi Könyvtár–ELTE Levéltár–Centrum excelentnosti sociohistorického a kultúrnohistorického výskumu Univerzity, Bp.–Prešov [Eperjes], 2012 (Felsőoktatástörténeti kiadványok)
- Magyarországi diákok bécsi egyetemeken és akadémiákon, 1789–1848; ELTE Levéltár, Bp., 2013 (Magyarországi diákok egyetemjárása az újkorban)
- Zakarpatsʹkì studenti v zakordonnih unìversitetah, 1407-1919 (Kárpátaljai diákok az európai egyetemeken, 1407–1919); ELTE, Bp., 2013 (Felsőoktatástörténeti kiadványok, 10.)
- Mészáros Andor–Szögi László–Varga Júlia: Magyarországi diákok a Habsburg Birodalom kisebb egyetemein és akadémiáin, 1789–1919; ELTE Levéltár, Bp., 2014 (Magyarországi diákok egyetemjárása az újkorban)
- Az Eötvös Loránd Tudományegyetem története képekben; ELTE Eötvös, Bp., 2015
- Magyarországi diákok bécsi egyetemeken és főiskolákon, 1867–1890; szerk., bev. Szögi László; ELTE Levéltár, Bp., 2015 (Magyarországi diákok egyetemjárása az újkorban)
- A pécsi felsőoktatás intézményeinek hallgatói, (1714) 1782–1852; PTE Egyetemi Könyvtár és Tudásközpont–ELTE Levéltár, Pécs–Bp., 2016 (Felsőoktatástörténeti kiadványok)
- Hegyi Ádám–Szögi László: Magyarországi diákok svájci egyetemeken és főiskolákon, 1526–1919; ELTE Levéltár, Bp., 2016 (Magyarországi diákok egyetemjárása az újkorban)
- Haraszti Szabó Péter–Kelényi Borbála–Szögi László: Magyarországi diákok a prágai és a krakkói egyetemeken, 1348–1525, 1-2.; ELTE Levéltár, Bp., 2016–2017 (Magyarországi diákok a középkori egyetemeken)
- A temesvári felsőoktatás intézményeinek hallgatói, 1804–1852; ELTE Egyetemi Könyvtár és Levéltár, Bp., 2018 (Felsőoktatástörténeti kiadványok)
- A szatmárnémeti R. K. Bölcsészeti Líceum és a Püspöki Szeminárium hallgatói, 1804–1852; ELTE–Profundis, Bp.–Szatmárnémeti, 2018 (Felsőoktatástörténeti kiadványok)
- Szögi László–Varga Júlia: Magyarországi diákok francia, belga, román, szerb és orosz egyetemeken 1526–1919, I.; ELTE Levéltár, Bp., 2018 (Magyarországi diákok egyetemjárása az újkorban)
- Szögi László–Varga Júlia: A nagyváradi felsőoktatás intézményeinek hallgatói, 1740–1852; ELTE Egyetemi Könyvtár és Levéltár, Bp., 2019 (Felsőoktatástörténeti kiadványok)
- A rozsnyói felsőoktatás intézményeinek hallgatói, 1814–1852; ELTE Egyetemi Könyvtár és Levéltár, Bp., 2019 (Felsőoktatástörténeti kiadványok)
- Durovics Alex–Szögi László: A zágrábi felsőoktatás intézményeinek hallgatói, 1776–1852; ELTE Egyetemi Könyvtár és Levéltár, Bp., 2019 (Felsőoktatástörténeti kiadványok)
- Studenten an europäischen Universitäten aus dem Gebiet des heutigen Burgenlandes, 1377–1919 / A mai Burgenland területéről származó diákok az európai egyetemeken, 1377–1919; Amt der Burgenländischen Landesregierung, Eisenstadt, 2021 (Burgenländische Forschungen. Sonderband)
- Kmety Adrien–Szögi László: Az egri felsőoktatás intézményeinek hallgatói, 1713–1852; Líceum–Esterhazyanum Kutatócsoport–ELTE Egyetemi Könyvtár és Levéltár, Eger–Bp., 2021 (Felsőoktatástörténeti kiadványok)
- Kmety Adrien–Szögi László–Varga Júlia: A Nagyszombati Egyetem bölcsész és teológus növendékei, 1-2.; Prímási Levéltár–ELTE Egyetemi Könyvtár és Levéltár, Esztergom–Bp., 2021
  - 1. 1635–1735
  - 2. 1736–1777

### Levéltári segédletek
- A Budapesti Műszaki Egyetem Levéltára. Repertórium I. 1846–1960 (Budapest, 1975)
- A Semmelweis Orvostudományi Egyetem Levéltára. Repertórium 1770–1970 (Budapest, 1982)
- Az Állatorvostudományi Egyetem Levéltára (1741) 1787–1972. Repertórium (Budapest, 1985)
- Az Eötvös Loránd Tudományegyetem Levéltára 1635–1975 (Kiss József Mihállyal és Ujváry Gáborral; Budapest, 1988)
- A Marx Károly Közgazdaságtudományi Egyetem Levéltára 1891–1978 (Budapest, 1988)
- A Pannon Agrártudományi Egyetem (Keszthely) Központi Levéltára. Repertórium (1797) 1861–1979 (Bilkei Irénnel, Kiss József Mihállyal és Ujváry Gáborral; Keszthely, 1990)
- A Magyar Képzőművészeti Főiskola Levéltára (Kiss József Mihállyal; Budapest, 1997)
- A Semmelweis Orvostudományi Egyetem Levéltára 1770–1999. Repertórium (Molnár Lászlóval; Budapest, 2002)
- Az Eötvös Loránd Tudományegyetem Levéltára 1635–1990 II. (Kiss József Mihállyal és Varga Júliával; Budapest, 1999)
- A Budapesti Corvinus Egyetem Levéltára 1891–2004. Repertórium (Zsidi Vilmossal; Budapest, 2004)
- A Gyulafehérvári Érseki Levéltár és az Erdélyi Katolikus Státus Levéltára 1429–2000. Repertórium (Gyulafehérvár–Budapest, 2006)
- Az Eötvös Loránd Tudományegyetem Levéltára (Varga Júliával; Budapest, 2008)
- Az Egyetemi Könyvtár története és gyűjteményei; ELTE Eötvös, Bp., 2008
- Egyetemi könyvtárak Magyarországon; szerk. Szögi László; Egyetemi Könyvtárigazgatók Kollégiuma, Bp., 2008 (angolul is)
- Gáti József–Horváth Sándor–Szögi László: Óbuda University (Óbudai Egyetem); Óbuda University, Bp., 2010
- Knapp Éva–Szögi László: Az Eötvös Loránd Tudományegyetem Egyetemi Könyvtára; ELTE Egyetemi Könyvtár, Bp., 2012
- Az Eötvös Loránd Tudományegyetem története képekben; ELTE Eötvös, Bp., 2015